# 約翰·阿貝爾
約翰·E·阿貝爾（英語：John E. Abele，1937年—）是一名美國企業家，也是醫療器械公司波士頓科學的共同創辦人和董事。2010年，他被授予ASME獎章。截至2022年5月，他的淨資產估計為6.4億美元。他於1996年首次成為富比士美國400富豪榜上的億萬富翁，但後來將大部分財富捐了出去。

## 早年生活和教育
阿貝爾成長於一個「典型的洋基人家庭」，是美國海軍凱瑟琳·伊頓（Catherine Eaton）和海軍少校曼納特·林肯·阿貝爾（Mannert Lincoln Abele）三個兒子中最小的一個。1942年7月31日，美國海軍格魯尼恩號潛艇在阿留申群島失事，據推測是敵方行動所致，當時他的父親是該潛艇的指揮官。
約翰和他的兄弟們後來組織、管理並資助了相關研究，以確定在白令海發現的格魯尼恩號的位置並拍攝照片，記錄其原因，並尋找所有船員的親屬。七歲時，阿貝爾患上骨髓炎，這是一種骨頭的細菌感染，需要進行多次手術，並要拄著拐杖生活多年。他畢業於阿默斯特學院，主修物理和哲學雙學位（後來擔任校董）。

## 職業生涯
阿貝爾的第一份工作是在中西部的一家燈具公司，後來搬回新英格蘭，在波士頓附近的一家小型醫療公司工作。不久之後，他開始獨立創業，與彼得·尼古拉斯共同創辦了波士頓科學公司。
他曾擔任FIRST機器人競賽主席，並在2002年至2010年期間擔任主席。
阿貝爾是美國科學與工程節顧問委員會成員。

## 個人生活
阿伯勒的妻子是瑪麗·阿貝爾（Mary Abele）。他們住在佛蒙特州謝爾本，有三個孩子：克里斯、亞歷克斯和珍妮佛。克里斯·阿貝爾於2010年成功競選密爾瓦基縣行政長官。

## 外部連結
- What REALLY Happened To The USS Grunion Submarine?: John Abele at TEDxBeaconStreet 2013
- Big Think Interview With John Abele 2012